# Hełm Meskalamduga

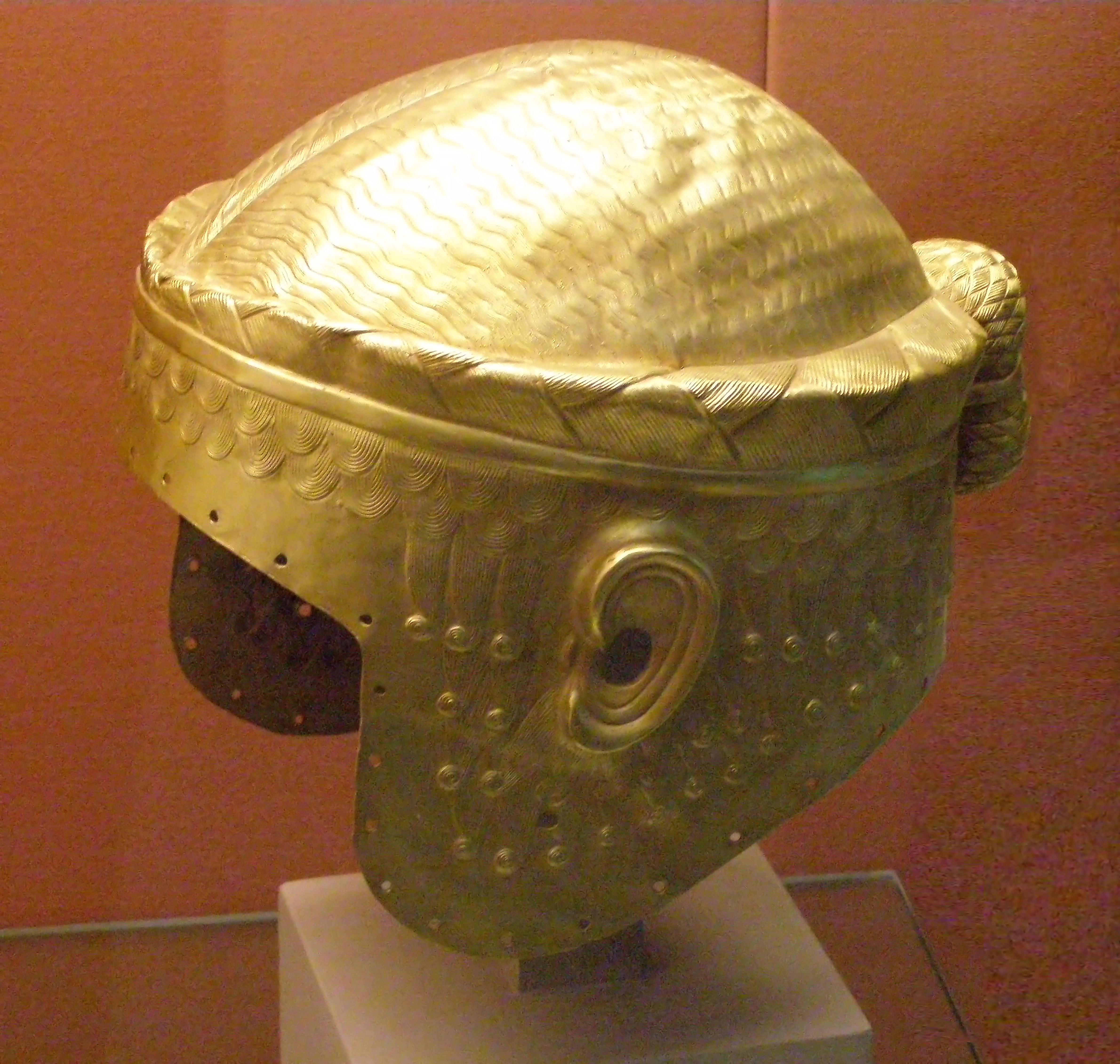
Hełm Meskalamduga

Hełm Meskalamduga – wykonany ze stopu złota i srebra z czasów I dynastii z Ur z ok. 2500 p.n.e.
Odnaleziony w tzw. grobach królewskich przez sir Leonarda Woolleya w czasie wykopalisk w latach 1923–1930. Znajdował się obok cylindrycznej pieczęci z inskrypcją: Meskalamdug, bohater dobrego kraju (lub Meskalamdug, bohater dobrej ziemi).
Ów hełm ma kształt peruki, z przedziałkiem pośrodku i lokami misternie wyrzeźbionymi w metalu, opadającymi falami i puklami zwijającymi się wokół doskonale ukształtowanych uszu. Widać wyraźnie każdy włos, a całość została wykonana z jednego arkusza elektrum – 15-karatowego stopu złota i srebra. Napis na pieczęci cylindrycznej głosi, że małżonką Meskalamduga była Ninbanda.
Hełm daje obraz niezwykłych umiejętności sumeryjskich złotników.
Meskalamdug (albo Meskalamszar) był królem panującym w sumeryjskim mieście Ur ok. 2550 p.n.e.